# Смирницкий, Яков Константинович
Яков Константинович Смирницкий (1907 — 1940) — советский арктический гидрограф и полярник.

## Биография
Родился в семье преподавателя естественных наук, до 1915 жил то в городе, то в деревне Пески Лужского уезда. В 1924 окончил 159-ю советскую трудовую школу и поступил в Военно-морское гидрографическое училище, по окончании которого поступил на работу в Отдельный гидрографический отряд Убекобалта (Управления по обеспечению безопасности кораблевождения на Балтийском море). В 1932 году возглавил отдельную гидрографическую партию и в том же году его откомандировали на гидрографический факультет Военно-морской академии имени Ворошилова. Однако защитить дипломную работу не сумел, так как был демобилизован по статье 674 «е» приказа РВС СССР № 225 от 1928, что оказалось связанным с тем, что его отец в период 1912–1915 был служителем религиозного культа. После демобилизации стал сотрудником ГУСМП как начальник Отдельной гидрографической партии работал на севере Новой Земли, затем начальником отряда в проливе Дмитрия Лаптева и Санникова в море Лаптевых. С мая 1938 назначен начальником гидрографического отдела ГУ, а с 22 апреля 1940 заместителем начальника ГУ Г. Н. Боровикова по научной работе. В 1939 возглавлял гидрографическую экспедицию на ледокольном пароходе «Малыгин», который совершил сквозное плавание Северным морским путем с запада на восток. На следующий год подобные работы были продолжены в Чукотском и Восточно-Сибирском морях. Завершив их и забрав смену зимовщиков с острова Генриетты в архипелаге Де-Лонга, «Малыгин» прибыл в бухту Провидения, откуда 23 октября направился во Владивосток, имея на борту 85 человек, в том числе 12 женщин. Через четыре дня радиостанция в Петропавловске и находящиеся в регионе суда получили сигнал бедствия SOS с «Малыгина». У восточного побережья Камчатки ураганным ветром сорвало палубную горловину бункера, в кочегарку попало много воды, пар в судовых котлах «сел», терялось управление, крен достиг 20 градусов. В последних радиограммах капитан судна Бердников сообщал, что вода прибывает, ломаются переборки, рушатся надстройки, якоря не достают дна, все спасательные средства уничтожены ураганом. Положение оказалось безнадёжное и около 2 часов ночи 28 октября «Малыгин» резко лёг на борт и затонул. В течение 43 дней продолжались поисковые работы, на берег были выброшены остатки надстроек и разбитая шлюпка. Одним из немногих предметов, найденных на месте гибели судна, был портфель Я. К. Смирницкого с деньгами и документами экспедиции, который он предусмотрительно набил пробкой, создав импровизированный плот, и тщательно увязал. Никого из членов экспедиции и команды «Малыгина» спасти не удалось.

## Память
- Бухта Якова Смирницкого на юго-востоке острова Котельный архипелага Новосибирские острова[1]. Название дано в 1942 при камеральной обработке спасённых материалов топосъёмки;
- Корабль флота ФГУП «Гидрографическое предприятие» — «Яков Смирницкий»[2][3].

## Публикации
- Смирницкий Я. К. Нормы гидрографических работ. Ленинград, 1940.